# John J. Roane
John Jones Roane (* 31. Oktober 1794 im Essex County, Virginia; † 18. Dezember 1869 in Washington, D.C.) war ein US-amerikanischer Politiker. Zwischen 1831 und 1833 vertrat er den Bundesstaat Virginia im US-Repräsentantenhaus.

## Werdegang
John J. Roane war der Sohn des Kongressabgeordneten John Roane (1766–1838). Er besuchte die öffentlichen Schulen seiner Heimat und die Rumford Academy im King William County. Danach begann er ein Studium am Princeton College, das er aber nicht beendete. Anschließend betätigte er sich in der Landwirtschaft. Während des Britisch-Amerikanischen Krieges von 1812 war er Soldat in der Miliz von Virginia. Gleichzeitig schlug er eine politische Laufbahn ein. Zwischen 1820 und 1823 saß er im Abgeordnetenhaus von Virginia. In den 1820er Jahren schloss er sich der Bewegung um den späteren US-Präsidenten Andrew Jackson an und wurde Mitglied der von diesem 1828 gegründeten Demokratischen Partei.
Bei den Kongresswahlen des Jahres 1830 wurde Roane im zwölften Wahlbezirk von Virginia in das US-Repräsentantenhaus in Washington gewählt, wo er am 4. März 1831 die Nachfolge seines Vaters antrat. Bis zum 3. März 1833 konnte er eine Legislaturperiode im Kongress absolvieren. Seit dem Amtsantritt von Präsident Jackson im Jahr 1829 wurde innerhalb und außerhalb des Kongresses heftig über dessen Politik diskutiert. Dabei ging es um die umstrittene Durchsetzung des Indian Removal Act, den Konflikt mit dem Staat South Carolina, der in der Nullifikationskrise gipfelte, und die Bankenpolitik des Präsidenten.
Zwischen 1836 und 1851 arbeitete John Roane für das Bundespatentamt; von 1855 bis 1867 war er für das US-Finanzministerium tätig. Er starb am 18. Dezember 1869 in der Bundeshauptstadt Washington.